# Zoë Fairbairns
Zoë Fairbairns, född 20 december 1948 i Tunbridge Wells, Kent, är en brittisk författare.
Fairbairns har ägnat sig åt journalistik och skrivit poesi, men är mest känd som författare av feministiska romaner. Av hennes verk kan nämnas Benefits (1979), vilken behandlar de möjliga resultaten av en framgångsrik Wages for Housework-kampanj, Stand We at Last (1983), en feministisk familjesaga, och Here Today (1984), vilken belönades av Fawcett Society.